# 중화권-카리브 제도 국가 관계
중국은 이 지역에서 경제적, 개발적으로 점점 더 중요한 역할을 하며 중국과의 관계는 시간이 지남에 따라 꾸준히 증가했다. 카리브 제도와 중국의 관계는 주로 중화인민공화국(PRC; "중국") 또는 중화민국(ROC; "대만")으로 정의된다. 2025년 기준으로 카리브해의 9개국이 중화인민공화국을 인정하고 4개국이 중화민국을 인정했다.
역사적으로 관계는 주로 무역, 신용, 경미한 투자에 기반을 두었으며, 이는 1990년대 이후 크게 증가했다. 많은 카리브해 국가들에게 중국과의 관계 증가는 서구 선진국에 대한 장기간의 과도한 의존을 줄이고 이웃 라틴아메리카 및 아프리카와의 관계 심화와 함께 남남 협력으로 나아가는 방법으로 사용되었다.
화교 인구, 이 경우 중국계 카리브인들은 수세기 동안 카리브 지역에 거주해 왔으며 이 지역의 문화, 무역 및 정치적 연결에 중요한 기여를 했다. 예를 들어, 트리니다드 토바고의 솔로몬 호초이 경과 가이아나의 아서 청은 아메리카 대륙에서 국가를 이끈 최초의 중국계 지도자 중 하나였다. 더 현대에는 중국과 대만도 카리브해 국가들과 여러 수준의 협력을 확대했다.
중국과 트리니다드 토바고 공화국 정부는 2008 베이징 올림픽을 준비하는 건설 붐 동안 트리니다드 토바고의 아스팔트가 중국으로 수출될 것이라는 협정을 체결했다고 한다. 그 대가로 중국은 중국 소유의 건설 회사를 통해 트리니다드 토바고와 카리브 지역에서 여러 건설 프로젝트를 주도했다. 트리니다드 토바고는 또한 나중에 경제를 활성화하는 데 필요한 자원에 대한 중국의 증가하는 수요를 충족시키기 위해 트리니다드 토바고에서 중국으로 직접 기름과 액화 천연 가스를 선적하는 아이디어를 제안했다.
카리브해의 정치 지도자들은 최근의 요구 사항과 관련하여 부시 행정부와 여러 번의 엉망인 충돌을 겪었으며, 미국의 부시 행정부는 카리브해 입장에 대해 전 세계적으로 더 동정적이었고, 부시 행정부의 요구를 따르지 않는 카리브해 정부에 부과된 여러 제재에 대한 직접적인 대응으로 카리브해에서 군사 훈련을 강화했다.
카리브해 전역의 여러 자본-사업 또는 인프라 프로젝트도 중국 정부에 의해 자금을 지원받거나 전액 보조금을 받았다.

## 비자 면제 여행
최근 몇 년간 중국과 대만은 카리브해 지역 국가들과 함께 단기 양자 상호 비자 면제 여행 협정을 체결했다.

## 같이 보기
- 중화인민공화국의 대외 관계
- 아프리카–중국 관계
- 라틴아메리카–중국 관계
- 중화권-태평양 관계
- 바베이도스–중국 관계
- 중국-쿠바 관계
- 중국계 카리브인
  - 중국계 자메이카인
- 카리브식 중국 요리
- 위안화의 국제화
- 중국의 주요 무역 파트너 목록

## 추가 문헌
- Mohammed, Kenneth (2022년 1월 25일). “Reparations to the Caribbean could break the cycle of corruption – and China's grip”. Global development & Opinion. 《The Guardian》 (U.K.). 2022년 2월 3일에 확인함.
- Griffith, Rasheed (2021년 9월 10일).  Washington D.C.에서 작성. 《How U.S. Banks Push the Caribbean Toward China》. 《China Brief》 21 (Washington, D.C.: The Jamestown Foundation). 11–17쪽. 2022년 1월 31일에 확인함.
- Ellis, Evan; Berg, Ryan C.; Pellecchia, Kristie (2021년 6월 12일). “China reminds us why the Caribbean is vital to US strategic interests”. The Hill (newspaper). 2022년 2월 2일에 확인함.
- Joseph-Harris, Serena (2021). “China Caribbean Observatory: Country profiles of the Caribbean”. 《www.chinacaribbeanobservatory.net》. 2022년 2월 5일에 확인함.
- Doodnath, Alina (2023년 10월 14일). “5 things to know about Caricom and the Belt and Road Initiative”. 《caribbean.loopnews.com》. Loop News. 2024년 3월 22일에 확인함.